# Glinje (Braslovče)
Glinje (Duits: Glinnach) is een plaats in Slovenië en maakt deel uit van de gemeente Braslovče in de NUTS-3-regio Savinjska. De plaats telde 54 inwoners op 1 januari 2020.